# ヴィジョンズ (ストラトヴァリウスのアルバム)
『ヴィジョンズ』 (Visions) は、フィンランドのパワーメタルバンド・ストラトヴァリウスの6枚目のスタジオ・アルバムである。

## 概要
ストラトヴァリウスのアルバムの中で傑作と言われる作品であり、"Black Diamond," "Kiss of Judas," "Forever Free," といったライヴでかかせない曲や、アコースティックソングの "Before the Winter"も収録されており、楽曲はスピードチューンからバラードまでバラエティに富んでいるアルバムである。シンフォニックな大作が多いのもこのアルバムの特徴でもある。このアルバムのヒットをきっかけに日本とヨーロッパでの人気を確実なものとした。
日本版のみ、1曲目と2曲目の"The Kiss of Judas"と"Black Diamond"の曲順が入れ替わってリリースされている。
すべての作曲はティモ・トルキが手がけており、"The Kiss of Judas","Black Diamond","Forever Free","The Abyss of Your Eyes","Holy Light","Paradise" はティモ・トルキ作曲/ティモ・コティペルト作詞である。その他の楽曲は作詞作曲共にティモ・トルキが手がけている。

## 収録曲
1. "キッス・オブ・ジューダス" - "The Kiss of Judas" – 5:49　1."Black Diamond（日本版のみ）
2. "ブラック・ダイアモンド" - "Black Diamond– 5:39　2."The Kiss of Judas"（日本版のみ）
3. "フォエヴァー・フリー" - "Forever Free" – 6:00
4. "ビフォー・ザ・ウィンター" - "Before the Winter" – 6:07
5. "リージョンズ" - "Legions" – 5:43
6. "アビス・ユア・アイズ" - "The Abyss of Your Eyes" – 5:38
7. "ホーリー・ライト" - "Holy Light" – 5:45
8. "パラダイス" - "Paradise" – 4:27
9. "カミング・ホーム" - "Coming Home" – 5:36
10. "ヴィジョンズ" - "Visions (Southern Cross)" – 10:15
11. "ブラック・ダイアモンド (デモ・ヴァージョン)" - "Black Diamond (demo)" - （日本版ボーナストラック）
12. "アンサートゥエンティ (ライヴヴァージョン)" - "Uncertainty (live)" - （日本版ボーナストラック）
13. "第四帝国 (ライヴヴァージョン)" - "4th Reich (live)" - （日本版ボーナストラック、2002年発売版のみ）

## 参加ミュージシャン
- ティモ・トルキ - Guitar
- ティモ・コティペルト - Vocals
- ヤリ・カイヌライネン - Bass
- イェンス・ヨハンソン - Keyboards
- ヨルグ・マイケル - Drums